# Shirley Russell
Pour les articles homonymes, voir Russell.
Shirley Russell, (née le 11 mars 1935 à Londres et morte le 4 mars 2002  dans la même ville) est une costumière de cinéma anglaise.

## Filmographie partielle
- 1969 : Love de Ken Russell
- 1971 : The Boy Friend de Ken Russell
- 1971 : La Symphonie pathétique de Ken Russell
- 1972 : Le Messie sauvage de Ken Russell
- 1974 : Le Petit Prince de Stanley Donen
- 1974 : Mahler de Ken Russell
- 1977 : Valentino de Ken Russell
- 1979 : Yanks de John Schlesinger
- 1979 : Cuba de Richard Lester
- 1979 : Agatha de Michael Apted
- 1981 : L'Amant de Lady Chatterley de Just Jaeckin
- 1982 : Reds de Warren Beatty
- 1985 : La Promise de Franc Roddam
- 1987 : Hope and Glory de John Boorman
- 1996 : Les Voyages de Gulliver (mini-série)
- 2001 : Enigma de Michael Apted
- 2002 : Shackleton de Charles Sturridge (mini-série)